# تپه سیاه‌کلاه
تپه سیاه کلاه مربوط به دوران‌های تاریخی پس از اسلام است و در شهرستان ثلاث باباجانی، بخش مرکزی، روستای نگره واقع شده و این اثر در تاریخ ۴ خرداد ۱۳۸۴ با شمارهٔ ثبت ۱۱۸۰۵ به‌عنوان یکی از آثار ملی ایران به ثبت رسیده است.